# 1938 Lausanna
1938 Lausanna este un asteroid din centura principală, descoperit pe 19 aprilie 1974 de Paul Wild.